# Jorge Zentner

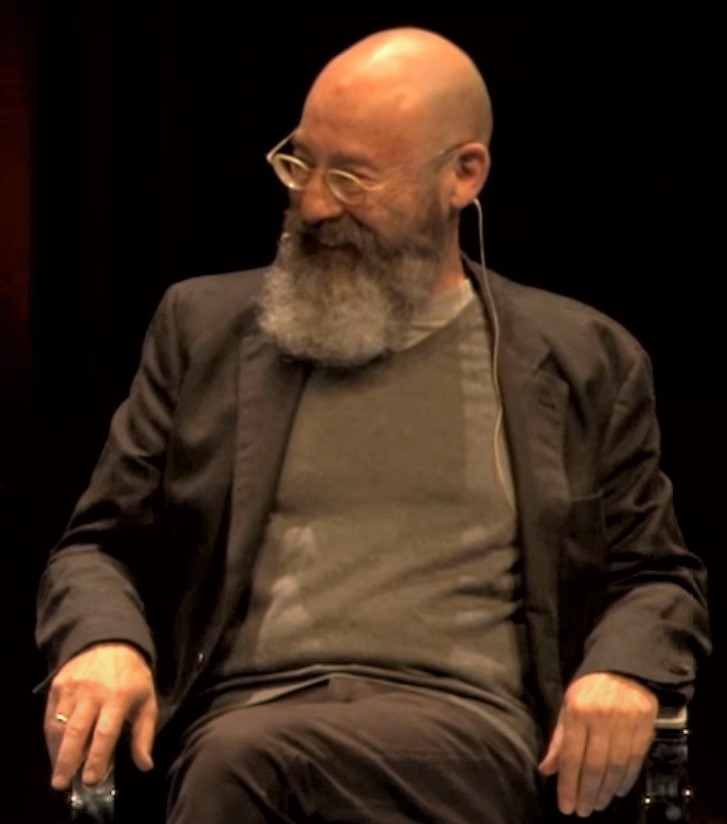
Jorge Zentner

Jorge Zentner (* 1953 in Basavilbaso, Entre Ríos) ist ein argentinischer Comicautor.
Zentner, der Journalismus und Psychologie studiert hatte, arbeitete als Reporter in Argentinien. Er entfloh 1977 der Diktatur seines Heimatlandes und lebte in Israel, Spanien und Frankreich. Um 1979 begann seine Karriere als Comicautor und zwei Jahre später traf er auf Zeichner Rubén Pellejero, mit dem er einen Großteil seiner Arbeiten realisierte. International bekannt wurde ihre Serie Dieter Lumpen.
Zentner textete auch für Lorenzo Mattotti, Carlos Nine, Quintanilha, David Sala und Santos De Veracruz.

## Alben
- FM – Auf der richtigen Wellenlänge (Comicothek, 1989) Zeichner: Rubén Pellejero
- Die Memoiren des Mr. Griffaton (Comicothek, 1990) Zeichner: Rubén Pellejero
- Caboto (Edition Kunst der Comics, 1995) Zeichner: Lorenzo Mattotti
- Der Klang des Rauhreifs (Carlsen Verlag, 2003) Zeichner: Lorenzo Mattotti
- Nicolas Eymerich Inquisitor (2 Bände, Ehapa, 2004–2005) Zeichner: David Sala
- Dieter Lumpen (Gesamtausgabe, Finix Comics, 2014) Zeichner: Rubén Pellejero